# Syntactus fusiformis
Syntactus fusiformis är en stekelart som först beskrevs av Thomson 1894.  Syntactus fusiformis ingår i släktet Syntactus och familjen brokparasitsteklar. Inga underarter finns listade i Catalogue of Life.